# Liste der Monuments historiques in Bénodet
Die Liste der Monuments historiques in Bénodet führt die Monuments historiques in der französischen Gemeinde Bénodet auf.

## Liste der Bauwerke
| Bezeichnung                       | Beschreibung | Standort                           | Kennzeichnung | Schutzstatus | Datum | Bild           |
| --------------------------------- | ------------ | ---------------------------------- | ------------- | ------------ | ----- | -------------- |
| Kapelle Ste-Brigitte mit Beinhaus |              | (Lage)                             | PA00089830    | Classé       | 1916  | weitere Bilder |
| Kirche Saint-Thomas Becket        |              | Quai Commandant l’Herminier (Lage) | PA00089831    | Inscrit      | 1928  | weitere Bilder |
| Hôtel le Minaret                  |              | 1, corniche de l’Estuaire (Lage)   | PA29000010    | Inscrit      | 1997  | weitere Bilder |
| Menhir de Poulquer                |              | 11/13, avenue des Stermes (Lage)   | PA00089832    | Inscrit      | 1969  | weitere Bilder |

## Liste der Objekte
- Monuments historiques (Objekte) in Bénodet in der Base Palissy des französischen Kultusministeriums